# جون لوغان (محامي)
جون لوغان (بالإنجليزية: John Logan)‏ هو قاضي وضابط ومحامي أسترالي، ولد في 6 مارس 1956 في بريزبان في أستراليا.